# Collabium bicameratum
Collabium bicameratum är en orkidéart som först beskrevs av Johannes Jacobus Smith, och fick sitt nu gällande namn av Jeffrey James Wood. Collabium bicameratum ingår i släktet Collabium, och familjen orkidéer. Inga underarter finns listade i Catalogue of Life.